# Nick Vincent
Nicholas Vincent (né le 12 juillet 1986 à Poway, Californie, États-Unis) est un lanceur de relève droitier des Mariners de Seattle de la Ligue majeure de baseball.

## Carrière

### Padres de San Diego
Joueur des 49ers de l'Université d'État de Californie à Long Beach, Nick Vincent est drafté en 2008 par les Padres de San Diego au 18e tour de sélection.
Il fait ses débuts dans le baseball majeur le 26 juin 2012 avec San Diego.
En 4 saisons, de 2012 à 2015, Vincent lance en relève dans 161 parties des Padres. En 150 manches et deux tiers lancées, sa moyenne de points mérités se chiffre à 2,63 et il réussit 161 retraits sur des prises.

### Mariners de Seattle
Le 30 mars 2016, San Diego échange Vincent aux Mariners de Seattle contre un joueur à être nommé plus tard.